# HD 11995
HD 11995，又名CP-61 157，SAO 248464、HR 571，是一颗恒星，视星等为6.06，位于銀經289.48，銀緯-54.55，其B1900.0坐标为赤經1h 52m 34.6s，赤緯-61° -54.55′ 7″。